# Bottiner

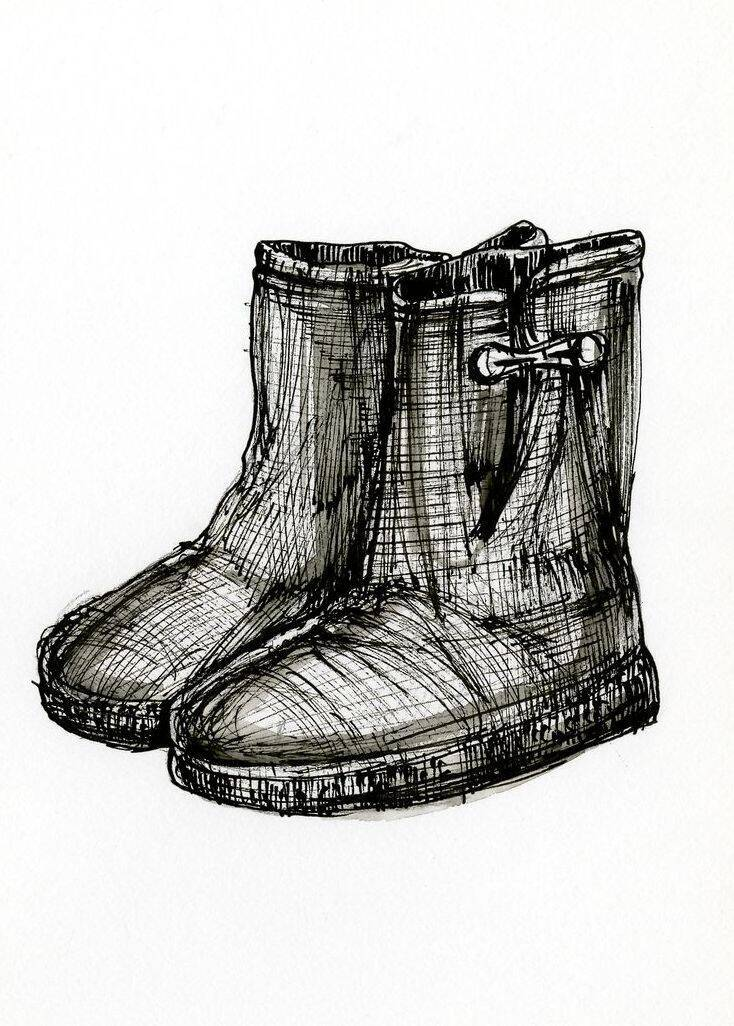
Bottiner

Bottiner, franska "små stövlar", syftade från 1840-talet på kortskaftade kängor, oftast med snörning.
Det användes snart även som en damytterkänga, en motsvarighet till herrarnas bottfor (ibland yllefodrade ytterstövlar) för att skydda tunna skor från väta och snö.
I Finland har det används i betydelsen resårkänga eller pjäxa.